# Wirtschaftskammer Österreich
Die Wirtschaftskammer Österreich (WKO oder WKÖ), früher Bundeskammer der gewerblichen Wirtschaft (kurz: Bundeswirtschaftskammer), ist eine Körperschaft öffentlichen Rechts. Sie koordiniert die Tätigkeit der Landeskammern, der gesetzlichen Interessensvertretungen der gewerblichen Wirtschaftstreibenden.

## Allgemeines
Die Wirtschaftskammer Österreich ist Teil der österreichischen Wirtschaftskammerorganisation. Jedes der neun österreichischen Bundesländer hat seine eigene Wirtschaftskammer (Landeskammer), bei der aufgrund des Wirtschaftskammergesetzes alle gewerblich tätigen Wirtschaftstreibenden (mit Ausnahme der Landwirtschaft und der freien Berufe, diese haben ihre eigenen Kammern) Mitglieder sind (gesetzliche Mitgliedschaft). Die Wirtschaftskammer Österreich mit Sitz in Wien ist die zehnte Wirtschaftskammer, bei der alle Mitglieder der einzelnen Landeskammern zusammengefasst sind (aktiver Mitgliederstand 2017: 517.477) und übt neben Leit- und Koordinierungsfunktionen unter den Wirtschaftskammern österreichweite Agenden der Interessensvertretung und des Mitgliederservice, darunter die Vertretung der österreichischen Wirtschaft im Ausland, aus.
Die größte Landeskammer ist die Wirtschaftskammer Wien.
Im Mittelpunkt der Aufgaben steht die Mitgestaltung der wirtschaftlichen Rahmenbedingungen in der staatlichen Rechtsordnung sowie in der Außenwirtschaftsförderung. Dies wird durch Interessenvertretung, Beratungs-, Service- und Ausbildungsleistungen für die Unternehmer sowie, im Außenwirtschaftsbereich, durch die weltweite Präsenz in Österreichischen AußenwirtschaftsCentern erreicht.

## Struktur
Die gesetzliche Interessenvertretung der nationalen Wirtschaft ist die Wirtschaftskammerorganisation, bestehend aus der Wirtschaftskammer Österreich (mit Sitz in Wien) und den Wirtschaftskammern in den 9 Bundesländern.
Sowohl die Wirtschaftskammer Österreich als auch die Wirtschaftskammern in den Ländern gliedern sich in sieben Sparten:
- Gewerbe und Handwerk
- Industrie
- Handel
- Bank und Versicherung
- Transport und Verkehr
- Tourismus und Freizeitwirtschaft
- Information und Consulting

Die Sparten sind Abteilungen der jeweiligen Kammer und dienen als Verbindungsglieder zwischen den – in ihnen jeweils zusammengefassten – Fachorganisationen und der jeweiligen Kammer.

### Fachorganisationen: Fachgruppen und Fachverbände
Die Sparten gliedern sich wiederum in Fachorganisationen. Diese heißen in den Wirtschaftskammern der Bundesländer Fachgruppen und in der Wirtschaftskammer Österreich Fachverbände.

### Innungen und Gremien
In der Landes- bzw. Bundessparte „Gewerbe und Handwerk“ heißen die Fachorganisationen nicht Fachgruppen bzw. Fachverbände, sondern meistens Innungen (z. B. Landesinnung Wien der Bäcker). In der Landes- bzw. Bundessparte „Handel“ heißen die Fachorganisationen meistens Gremien (z. B. Landesgremium Kärnten des Einzelhandels mit Lebens- und Genussmitteln).

### Fachvertretungen
Ist die wirtschaftliche Bedeutung einer Gruppe zu gering, um die Errichtung einer Fachgruppe zu rechtfertigen, werden ihre Interessen vom Fachverband vertreten. Dieser Fachverband bedient sich mit den Fachvertretungen eigener Organe (z. B. Fachvertretung der Bauindustrie im Burgenland).
Fachvertretungen besitzen im Gegensatz zu den Fachgruppen (Innungen, Gremien) keine eigene Rechtspersönlichkeit.

### Abteilungen
In der Wirtschaftskammer Österreich am Sitz in Wien-Wieden gibt es zusätzlich zu diesen Sparten 23 Abteilungen, die politische, organisatorische und serviceorientierte Aufgaben erfüllen:
- politische Abteilungen für z. B.: Wirtschaftspolitik, Finanz- und Handelspolitik, Rechtspolitik, Sozialpolitik und Gesundheit, Umwelt- und Energiepolitik, Verkehrs- und Infrastrukturpolitik oder Bildungspolitik.
- Zentrale Abteilungen für Serviceeinrichtungen der Mitglieder wie Außenwirtschaft Austria, ICC Austria (Internationale Handelskammer), Frau in der Wirtschaft, Junge Wirtschaft, Wirtschaftsförderungsinstitut (WIFI), u. a. m.
- Abteilungen für interne Organisation wie Personal- und Organisationsentwicklung, Finanz- und Rechnungswesen etc.

## Interessenvertretung
Die etwa 120 Fachorganisationen vertreten die unterschiedlichen Branchen. Sie arbeiten in den genannten Sparten zusammen. Die größten einzelnen Fachorganisationen sind der Fachverband Gastronomie und der Fachverband Unternehmensberatung, Buchhaltung und Informationstechnologie.

## Rechtsservice
Angestellte Mitarbeiter erbringen kostenlose Beratungsleistungen in folgenden Rechtsbereichen, wobei regionale Unterschiede bestehen. Nicht jede Landeswirtschaftskammer bietet jedes Beratungsservice an:
- Arbeits- und Sozialrecht (u. a. unentgeltliche Vertretung der Mitglieder vor dem Arbeits- und Sozialgericht)
- Berufsausbildungsrecht
- Steuerrecht
- Gewerbe- und Betriebsanlagenrecht
- Mietrecht
- Umweltrecht
- Gesellschafts- und Wettbewerbsrecht
- Handelsrecht
- Außenwirtschaftsrecht
- Verkehrsrecht

## Wahlen
Jede Wirtschaftskammer wird durch gewählte Funktionäre repräsentiert, die alle 5 Jahre in der Wirtschaftskammerwahl von allen Mitgliedern gewählt werden.

### Wahlen 2010
Bei den letzten Wahlen im März 2010 ging der Österreichische Wirtschaftsbund (ÖWB), eine Teilorganisation der ÖVP, erneut als Sieger (70,9 % der Stimmen) hervor. Der ÖWB konnte zwar sein Ergebnis 2010 etwas verbessern. Allerdings lag die Wahlbeteiligung nur bei 41 % gegenüber 48 % bei der letzten Wahl 2005. Die anderen, in allen Landeskammern vertretenen Fraktionen sind der der SPÖ nahestehende Sozialdemokratische Wirtschaftsverband (SWV) mit 11,5 %, der Ring Freiheitlicher Wirtschaftstreibender (RFW) mit 8,6 %, die Grüne Wirtschaft (GRÜNE) 5,8 % sowie die Industrieliste der Österreichischen Industriellenvereinigung.

### Wahlen 2015
Die Wirtschaftskammerwahlen 2015 fanden von 23. bis 26. Februar statt. Österreichweit wurden 8905 Mandate in 857 Fachgruppen vergeben, in über 200 Fachgruppen kandidierte nur eine Liste. Erstmals kandidierte auch UNOS (Unternehmerisches Österreich), die Wirtschaftskammer-Organisation von NEOS.
Der Wirtschaftsbund erreichte in allen neun Bundesländern mehr als 50 Prozent, auch in Wien konnte mit einem Ergebnis von 50,6 Prozent die absolute Mehrheit weiter knapp gehalten werden. Die Wahlbeteiligung betrug 38,9 Prozent. Bundesweit erreichte der Österreichische Wirtschaftsbund 66,6 %, der Sozialdemokratische Wirtschaftsverband 10,8 %, der Ring Freiheitlicher Wirtschaftstreibender 9,4 %, die Grüne Wirtschaft 9,1 % und die erstmals angetretene UNOS 2,0 %.
Die Grünen äußerten Zweifel am Wiener Wahlergebnis, die Wirtschaftskammer Wien wies die Vorwürfe zurück. Nach Ansicht der Grünen sei der ÖVP-Wirtschaftsbund in Wien tatsächlich nur auf 36,7 Prozent der Stimmen gekommen. Das hohe offizielle Ergebnis sei nur erzielt worden, weil beispielsweise Stimmen für überparteiliche Einheitslisten im Gesamtergebnis ausschließlich dem Wirtschaftsbund zugeschlagen worden sind. Laut Sozialdemokratischem Wirtschaftsverband kam der ÖVP-Wirtschaftbund in Wien auf 45 Prozent der Stimmen.

### Wahlen 2020
Die Wirtschaftskammerwahlen 2020 fanden von 2. bis 4. März statt. Der ÖVP-Wirtschaftsbund erhielt 69,6 Prozent der Stimmen und damit ein Plus von drei Prozentpunkten, die Freiheitliche Wirtschaft verlor 3,2 Prozentpunkte, erreichte 6,2 Prozent und fiel auf den vierten Rang hinter Sozialdemokraten und Grüner Wirtschaft zurück. Der Sozialdemokratische Wirtschaftsverband (SWV) verlor 0,5 Prozentpunkte und landete bei 10,8 Prozent der Stimmen. Die Grüne Wirtschaft gewann 0,5 Prozentpunkte auf 9,5 Prozent, UNOS, die Liste von NEOS, gewann 0,7 Punkte auf 2,7 Prozent der Stimmen. Der Wirtschaftsbund kam damit auf 74,7 Prozent der Mandate (plus 5,6 Prozentpunkte), der SWV auf 8,7 Prozent, die Grüne Wirtschaft auf 6,3 Prozent, die FW halbierte sich auf 4,1 Prozent. Die Wahlbeteiligung betrug 33,7 Prozent, nach 38,9 Prozent im Jahr 2015.

## Aufbau
Der Präsident der Wirtschaftskammer Österreich ist Harald Mahrer. Den Funktionären steht ein Stab von Mitarbeitern, die Kammerangestellten, zur Unterstützung bei den organisatorischen Aufgaben und zur Durchführung der Serviceleistungen zur Verfügung. An der Spitze der Angestellten steht ein Generalsekretär (Bundeskammer) bzw. ein Direktor (Landeskammern).

### Präsidenten seit 1946
- Julius Raab (1946–1953)
- Franz Gustav Dworak (1953–1961)
- Julius Raab (1961–1964)
- Rudolf Sallinger (1964–1990)
- Leopold Maderthaner (1990–2000)
- Christoph Leitl (2000–2018)
- Harald Mahrer (seit 2018)

### Generalsekretäre
- Karl Kehrer (1979–1992)
- Anna-Maria Hochhauser (2004–2018)
- Karlheinz Kopf (2018–2024)[13]
- Wolfgang Hattmannsdorfer (2025)[14]
- Jochen Danninger (ab 2025)[15]

## Finanzierung
Die Wirtschaftskammer finanziert sich durch die Grundumlage sowie die Kammerumlagen 1 und 2.
- Grundumlage: Die von allen Mitgliedern der Wirtschaftskammern zu entrichtende Abgabe zur Finanzierung der Fachorganisationen. Die Höhe wird von der jeweiligen Fachgruppe autonom beschlossen.

- Kammerumlage 1 (KU 1): 3 ‰; Bemessungsgrundlage ist die dem Kammermitglied in Rechnung gestellten Umsatzsteuer, weiters die vom Kammermitglied geschuldeten Einfuhrumsatzsteuer sowie jene Umsatzsteuerschuld, die aufgrund der an das Kammermitglied für dessen Unternehmen von anderen Unternehmern erbrachten Leistungen auf dieses übergegangen ist (Reverse charge) minus der Umsatzsteuer, die auf einen Eigenverbrauch entfällt. Die Freigrenze beträgt 150.000 Euro. Die Kammerumlage 1 kommt zu 60 % der jeweiligen Landeskammer, zu 40 % der Wirtschaftskammer Österreich zugute.

- Kammerumlage 2 (KU 2): 0,36 % bis 0,44 % als Zuschlag zum Dienstgeberbeitrag

Im Jahr 2013 betrugen die gesamten Einnahmen der Wirtschaftskammer bundesweit rund 850 Millionen Euro, davon stammten circa 500 Millionen Euro aus Pflichtbeiträgen (Grundumlage sowie Kammerumlage I und II). Weitere 154 Millionen Euro wurden über Gebühren für Sonderleistungen eingenommen, etwa für Beurkundungen bei zwischenstaatlichen Geschäften oder für das Ausstellen von Ursprungszeugnissen. Außerdem stehen den Fachverbänden und Fachgruppen, die eigene Rechtspersönlichkeiten darstellen, ein Budget von rund 200 Millionen Euro zur Verfügung.

## Geschichte
Der 1839 gegründete Österreichische Gewerbeverein verfolgte die Idee, eine Interessenvertretung zu schaffen, die – über die Zünfte hinausgehend – alle Wirtschaftstreibenden einer Region als Mitglieder haben sollte und die als Institution (Kammer) auch mehr Gehör und Mitsprache in wirtschaftspolitischen Entscheidungen haben sollte. Vorerst blieb es jedoch bei einzelnen regionalen Gewerbevereinen.
Wien erlebte im Jahr 1848 mehrere blutige Erhebungen, in denen die Bürger für mehr Freiheit kämpften. Träger der Aufstände waren Studenten, Arbeiter und nun auch Gewerbetreibende, da die aufstrebende Wirtschaft durch behördliche Kontrolle und staatliche Einmischung massiv behindert wurde. Im Rahmen politischer Zugeständnisse, wurde auch die Gründung einer Interessenvertretung für Gewerbetreibende zugelassen. Die Gründung von Handelskammern waren eine der bleibenden Errungenschaften des Revolutionsjahres 1848.

### Der Anfang

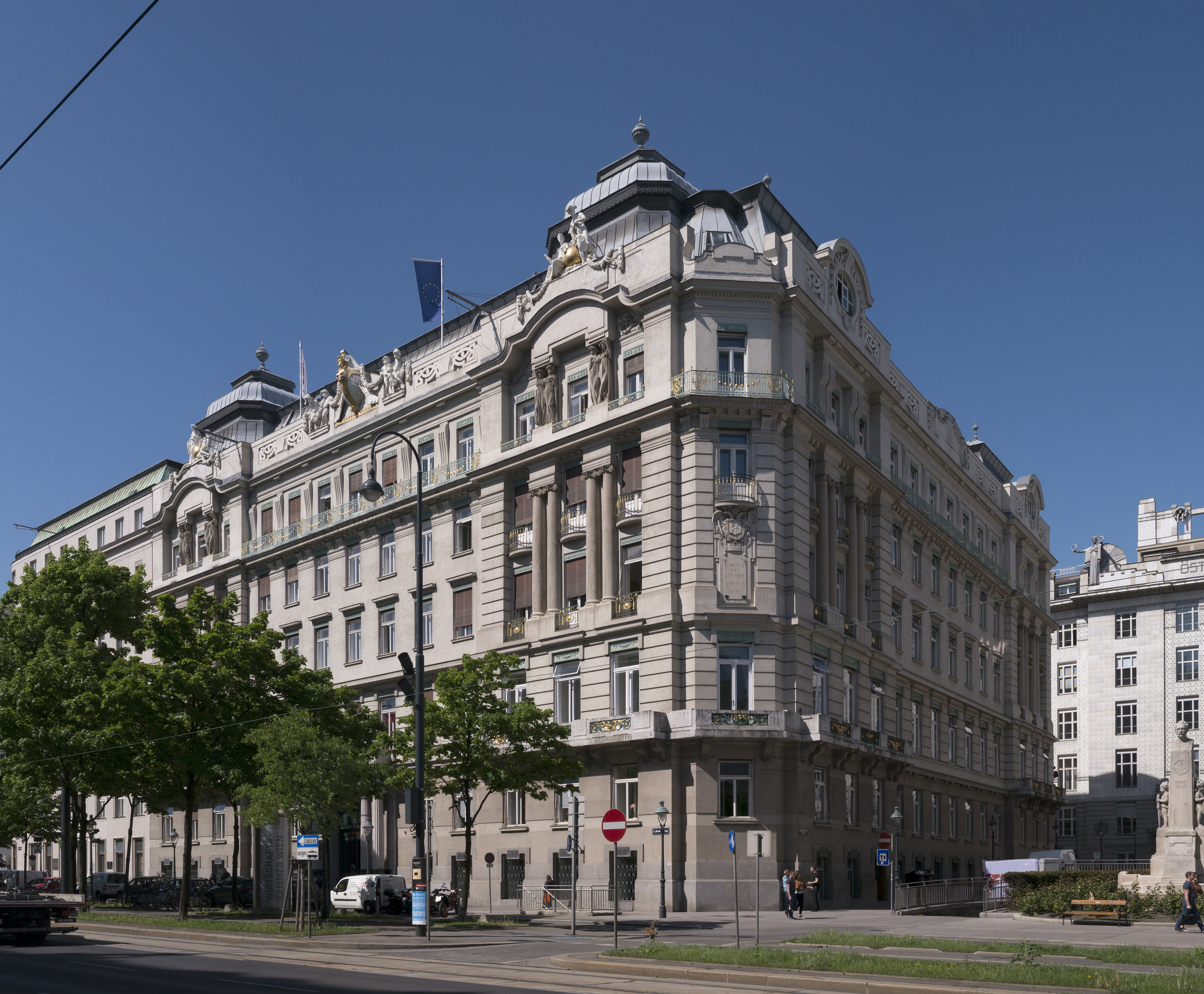
Von 1907 bis 2019 Zentrale der Wirtschaftskammer Wien am Stubenring

Die erste rechtliche Grundlage war der Erlass vom 15. Dezember 1848 über die provisorischen Bestimmungen der Errichtung von Handelskammern, vorbehaltlich der späteren Erlassung eines Handelskammergesetzes. Die Handelskammern waren als beratende Institute vorgesehen, die direkt dem Ministerium untergeordnet sein sollten, deren Mitglieder durch Wahl zu bestimmen waren und die ihre Ansichten und Gutachten den staatlichen Behörden zur Kenntnis bringen durften.
Am 15. Jänner 1849 konstituierte sich in Wien die erste Handelskammer Österreichs. Maßgeblich dafür verantwortlich zeichnete deren erster Präsident, Theodor Hornbostel. Eine Wohnung Am Hof, die elf Beschäftigten Platz bot, war Sitz der neuen Organisation. Die Wiener Handelskammer wurde nicht nur als erste gegründet, sie blieb auch über Jahrzehnte der Wort- und Federführer aller österreichischen Handelskammern.
Mit Verordnung vom 26. März 1850, wurde das provisorisch sanktionierte Gesetz über die Errichtung von Handels- und Gewerbekammern kundgemacht. Die Handels- und Gewerbekammern waren als beratende Institute vorgesehen, direkt dem Ministerium untergeordnet, deren Mitglieder in zwei Sektionen (Handel, Gewerbe) durch Wahl zu bestimmen waren und die ihre Ansichten und Gutachten den staatlichen Behörden zur Kenntnis bringen durften. Der institutionelle Kostenaufwand wurde durch eine direkte Steuer auf alle Wahlberechtigten umgelegt.
Mit Gesetz vom 29. Juni 1868 wurden die Handels- und Gewerbekammern, damals für 29 Bezirke, endgültig als beratende Körper eingerichtet. Die zwei Sektionen (Handel, Gewerbe) wurden beibehalten und die Anzahl der durch direkte Wahlen zu bestimmenden Vertreter erhöht. Das aktive und passive Wahlrecht war von der Steuerleistung abhängig. Die Kammer unterstand der staatlichen Aufsicht durch einen landesfürstlichen Kommissionär und konnte durch Verfügung des Handelsministers jederzeit aufgelöst werden.
1873 war das Jahr der Weltausstellung im Wiener Prater und des riesigen Börsenkrachs am 9. Mai, der als schwarzer Freitag in die Geschichte einging. In diesem Jahr erhielt die Handelskammer das Recht, zwei Abgeordnete in den Reichsrat zu entsenden, wodurch auch ihr politischer Einfluss stieg. Im Juli 1873 wurde der erste Delegiertentag der österreichischen Handels- und Gewerbekammern abgehalten, an dem Vertreter von bereits 22 Kammern teilnahmen.
Die Handels- und Gewerbekammern dehnten währenddessen ihren Tätigkeitsbereich weiter aus. Wirtschaftsförderung wurde schon damals zu einem wichtigen Anliegen. Auch die Gründung der heutigen Wiener Wirtschaftsuniversität im Jahr 1898 ist auf eine Initiative der Wiener Handelskammer zurückzuführen.
Die nächsten Jahrzehnte waren geprägt von den Bemühungen um die Neuordnung des Kammerwahlrechtes und dem Ausbau der Sektionierung. Diese Entwicklung war bei Ausbruch des Ersten Weltkriegs noch nicht vollständig abgeschlossen.
Unterdessen zog die Wiener Handelskammer vom ersten Quartier Am Hof in die Strauchgasse, dann in die Herrengasse und 1877 in die Börse. Erst 1907 bezog die Wiener Kammer ihr eigenes, vom Architekten Ludwig Baumann entworfenes Haus am Stubenring, welches bis 2019 die Zentrale der Wirtschaftskammer Wien war.

### In der 1. Republik
Nach dem Ersten Weltkrieg und dem Zerfall der Monarchie verlangte die Nationalversammlung eine Neuordnung des Kammerwesens, was 1920 in einem modernen Kammergesetz resultierte. Mit dem Gesetz vom 25. Februar 1920, wird das Bundesgesetz über die Kammern für Handel, Gewerbe und Industrie kundgemacht. Diese Kammer ist erstmals eine Körperschaft des öffentlichen Rechts und gliedert sich nun in drei Sektionen (Handel, Gewerbe und Industrie). Sie hat nun ein durch Gesetz bestimmtes Recht auf Begutachtung von Gesetzes- und Verordnungsentwürfen, ein Beratungs- und Anhörungsrecht gegenüber den gesetzgebenden und vollziehenden Organen der 1. Republik, sowie ein Auskunftsrecht gegenüber den freiwilligen Vereinigungen von Handel, Gewerbe und Industrie (inkl. Bergbau). Die Anzahl der Vertreter wurde entsprechend erhöht. Gleichzeitig wurde die Einrichtung des gesamtösterreichischen Kammertages festgeschrieben. Die Mandate der Kammerräte wurden durch aktives und passives Wahlrecht aus dem Kreis der selbständigen Mitglieder durch Wahlen bestimmt. Das Wahlrecht stand nun allen Unternehmen unabhängig von der Steuerleistung zu. Der Aufwand der Kammer wurde durch eine Kammerumlage getragen.
Die folgenden Jahre waren von der schwierigen Nachkriegssituation – Wirtschaftskrise, Geldentwertung, Arbeitslosigkeit – gekennzeichnet. Als einige Ministerien und Ämter aufgelassen wurden, fielen der Kammer die Agenden des Außenhandels zu. Ab 1934 schlossen sich die Betriebe des Gewerbes, der Industrie, des Handels, des Verkehrs und des Finanzwesens zu Bünden zusammen. Gleichzeitig gab es Bestrebungen, zur Überwindung der Klassenkämpfe gemeinsame Vertretungen von Arbeitgebern und Arbeitnehmern zu errichten. 1937 kam es zu einem neuen Handelskammergesetz, welches die Verbindung zwischen den Fachverbänden und den Handelskammern zum Ziel hatte. Erstmals war eine Bundeshandelskammer als Dachorganisation vorgesehen, deren Errichtung jedoch durch den Anschluss ans Deutsche Reich verhindert wurde. Mit Verordnung vom 24. September 1938 wurden die Kammern in das System der reichsdeutschen Industrie- und Handelskammern eingeordnet. Nach reichsdeutschem Muster wurden die Handelskammern in Industrie- und Handelskammern umbenannt. Daneben entstanden nun Wirtschaftskammern als Dachorganisationen der Handwerks- und der Handelskammern sowie der Industriegruppen. Im Rahmen der Gleichschaltung wurde die Selbstverwaltung der Wirtschaft abgeschafft. Die Kammerpräsidenten wurden ernannt und das Führerprinzip eingerichtet. 1942 gingen die Kammern in der Gauwirtschaftskammer auf. Diese Regelungen wurden 1945 wieder rückgängig gemacht.

### In der 2. Republik

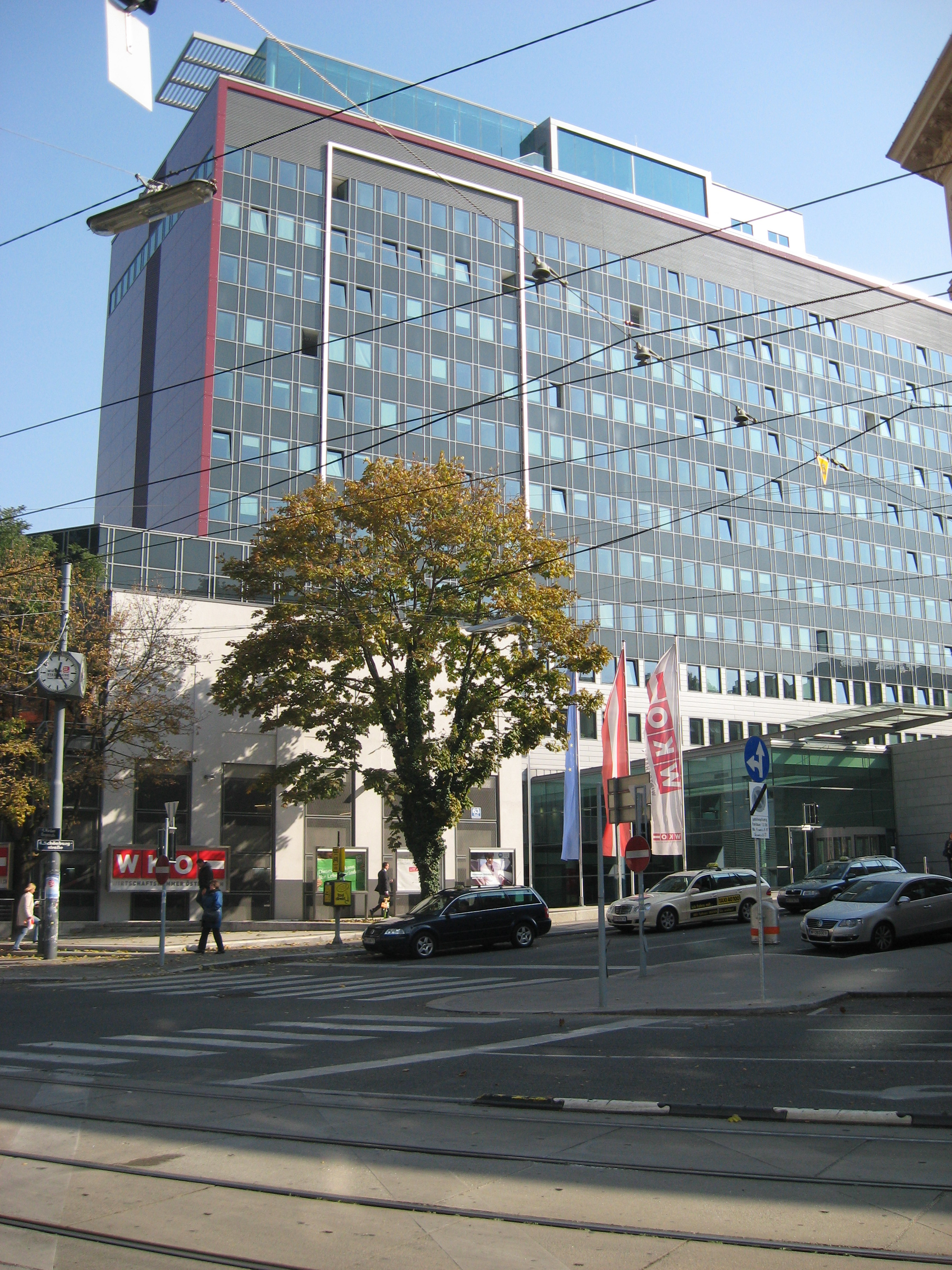
Das aktuelle Hauptgebäude der WKO, 1040 Wien, 4., Wiedner Hauptstraße 63, Ecke Schönburgstraße

Bereits ein Jahr nach Kriegsende wurde ein neues Handelskammergesetz beschlossen. Damit wurden die Fachorganisationen (Innungen, Gremien und Fachgruppen) in die Kammer einbezogen – ausgestattet mit eigener Rechtspersönlichkeit und eigenem Budgetrecht, aber dem Interessenausgleich unterworfen. Auch die Arbeitnehmer (in der Arbeiterkammer) und andere Bevölkerungsgruppen wie die Bauern waren mittlerweile in eigenen Interessenvertretungen organisiert. 1950 fanden die ersten freien Kammerwahlen statt. Die Handelskammerorganisation wurde damit zur Stütze der österreichischen Sozialpartnerschaft, die mit ihrer Arbeit den wirtschaftlichen Aufstieg Österreichs maßgeblich mitgetragen hat.
1993 änderte die Handelskammerorganisation ihre Bezeichnung. Der neue Name „Wirtschaftskammer“ unterstreicht – unterstützt durch eine entsprechende Corporate Identity – auch nach außen hin noch deutlicher die zentrale Aufgabe der Organisation: Interessenvertretung für die gesamte Wirtschaft.
Mit 1. Jänner 1999 wurde das Handelskammergesetz von 1946, das in den über fünfzig Jahren seiner Gültigkeit elf Mal novelliert worden war, durch ein neues Wirtschaftskammer-Gesetz ersetzt. Wesentliche Neuerungen des Gesetzes sind die Modernisierung des Wahlrechtes sowie eine Straffung der Organe der Wirtschaftskammerorganisation.

## Wichtige Mitarbeiter und Funktionäre in der Geschichte der WKO
- Ludwig von Mises, Ökonom
- Gerhart Bruckmann, „Hochrechner der Nation“, Zukunftsforscher, Politiker
- Robert Graf, Wirtschaftsminister
- René Alfons Haiden, Bankmanager
- Johann Farnleitner, Wirtschaftsminister
- Christoph Matznetter, Staatssekretär im Finanzministerium
- Julius Raab, nachmaliger Bundeskanzler
- Reinhard Kamitz, Finanzminister
- Wolfgang Schmitz, Finanzminister
- Hans Jörg Schelling, Finanzminister
- Günter Stummvoll, Staatssekretär im Finanzministerium
- Reinhold Mitterlehner, Wirtschaftsminister
- Rudolf von Strasser, Journalist, Bankfachmann und Kunstsammler
- Herbert Reiger, Rechtsanwalt, Mitbegründer der Gewerbepension
- Dieter-Michael Grohmann, Jurist, Fachverbandsgeschäftsführer und international prämierter Filmemacher
- Karl Kehrer, Jurist, Generalsekretär der WKO von Oktober 1979 bis März 1992

## Funktionäre
Präsidium
- Präsident: Harald Mahrer
- Vizepräsidenten: Martha Schultz, Wolfgang Hesoun
- Vizepräsidenten (kooptiert mit Stimme): Matthias Krenn, Christoph Matznetter
- Vizepräsidenten (kooptiert mit beratender Stimme): Amelie Groß, Carmen Goby, Philipp Gady
- Generalsekretär: Karlheinz Kopf[24]; ab 1. Jänner 2025 Wolfgang Hattmannsdorfer[25]
- Generalsekretär-Stellvertreter: Herwig Höllinger, Mariana Kühnel

## Mitgliedschaften
Die WKO ist Mitglied des Austrian Financial Reporting and Auditing Committees.

## Kritik

### Pflichtmitgliedschaft
Die Pflichtmitgliedschaft der Wirtschaftskammer Österreich wurde und wird immer wieder von diversen Parteien, Personen und Medien kritisiert. FPÖ, BZÖ und NEOS aber auch österreichische Industrielle wie Claus Raidl und Hans Peter Haselsteiner fordern immer wieder die Abschaffung der gesetzlichen Mitgliedschaft und der damit verbundenen Zwangsbeiträge. NEOS und die FPÖ sind allerdings die einzigen Parteien, deren Wirtschaftskammer-Organisationen die Abschaffung der Zwangsmitgliedschaft ins politische Programm aufgenommen haben.
Eine Gruppe österreichischer Industrieller strengte daher ein Verfahren vor dem Europäischen Gerichtshof an. Eine Entscheidung steht noch aus, Experten sehen jedoch kaum Erfolgsaussichten.
Das Wahlsystem innerhalb der Kammer (Wahl von Funktionären durch Funktionäre) wird von Kritikern als undemokratisch bezeichnet.
Die traditionell von der ÖVP dominierte Wirtschaftskammer ist zusammen mit dem von der SPÖ dominierten Österreichischen Gewerkschaftsbund die wichtigste Organisation im System der österreichischen Sozialpartnerschaft. Kritiker sehen in dieser eine „Nebenregierung“, in der die eigentlichen politischen Entscheidungen getroffen würden. Des Weiteren wird kritisiert, dass durch die Stellung der Sozialpartnerschaft der österreichische Parlamentarismus schwach ausgeprägt sei. Gesetze würden nicht öffentlich im Parlament diskutiert, sondern bereits zuvor durch die Sozialpartner beschlossen. Das Parlament gäbe bloß die gesetzlich notwendige Zustimmung ohne politische Diskussion, was wiederum die Position der oppositionellen Parteien schwäche. Dies führe zu einem Demokratiedefizit, da Wirtschaftskammer und ÖGB nur Arbeitnehmer und Arbeitgeber, nicht aber den Rest der Bevölkerung vertreten.

### Wahlsystem
Politologe Hubert Sickinger bezeichnete das Kammerwahlsystem in Prozedere und Transparenz als seltsam und intransparent, es sei vergleichbar mit dem Kurienwahlsystem und diene dazu, dass ein Industriekonzern nicht von der Masse an Ein-Personen-Unternehmen überstimmt wird. Die Stimmen der Unternehmen seien nicht gleich viel wert. Wirtschaftlich bedeutende Unternehmen und Branchen würden stärker gewichtet, was Industrie und Banken/Versicherungen unter den sieben Bundessparten eine Vormachtstellung garantiere.

### Rücklagen
Im Juli 2023 entspann sich eine Kontroverse über Bewertung und Definition der Rücklagen der WKO. Die Zeitung Der Standard zitierte dabei „den Kontrollausschuss der WKO mit den Worten: ‚Für eine Analyse der wirtschaftlichen Gesamtsituation ist es notwendig, neben den Ausgleichsrücklagen auch die frei disponiblen Rücklagen mit einzubeziehen. Zusammen ergibt dies das disponible Vermögen.‘“. Ende Juni hatte die Wirtschaftskammer ihren Rechnungsabschluss 2022 präsentiert.

### Kündigung im Krankenstand
Im Mai 2024 entstand eine Kontroverse über WKÖ-Tipps im Internet zur korrekten Kündigung Kranker. Die Österreichische Krebshilfe kritisierte öffentliche Werbung für Kündigungen während eines Krankenstandes, die WKÖ entschuldigte sich.

### Kosten für ersten Krankenstandstag
Im Sommer 2024 schlug der Präsident der Salzburger Wirtschaftskammer Peter Buchmüller vor, dass Arbeitnehmer die Kosten für den ersten Tag von Krankenständen – in Höhe von 250 Euro – selbst tragen sollen. Die Forderung begründete er mit der hohen Zahl der Krankenstandstage, mit der Maßnahme könne man Missbrauch eindämmen. Die Forderung wurde selbst innerhalb der Wirtschaftskammer kontrovers diskutiert, die Arbeiterkammer wies die Forderung Buchmüllers zurück.

### Lobbying gegen Klimaschutz
Nach dem Leak eines Geheimpapiers an die ÖVP während der Koalitionsverhandlungen Ende 2024 geriet die Kammer sogar in den eigenen Reihen in die Kritik, in welchem sich die Kammer für einen Stopp der Klimabemühungen und gegen einen Gaslieferstopp aus Russland ausspricht. Das rief nicht nur Umweltschutzorganisationen, sondern auch beispielsweise den Dachverband Erneuerbare Energie Österreich auf den Plan.